# جاك وودفورد
جاك وودفورد (بالإنجليزية: Jack Woodford)‏ (1894، شيكاغو في الولايات المتحدة - 1971)؛ روائي أمريكي.

## روابط خارجية
- جاك وودفورد على موقع IMDb (الإنجليزية)